# 韓国の知的財産権問題
韓国の知的財産権問題（かんこくのちてきざいさんけんもんだい）では、韓国における知的財産権の問題について取り上げる。

## 概要
過去、韓国においては海賊版や模倣品が横行していた。1995年のTRIPS協定の発効や、1996年のベルヌ条約への加盟等により、知的財産権保護が強化され、ある程度の改善は認められている。例えば、アメリカ合衆国通商代表部 (USTR) は、知的財産権侵害に関して、韓国を2004年までスペシャル301条の優先監視国に指定していた。2005年以降は改善を認めてそのレベルを下げたものの、2006年時点でも監視国（日本は1999年まで監視国）に指定されており、2006年にDVD、ソフトウェア、書籍などの海賊版が露店や大学内で流通していることが指摘されている。
ただ、このほど（2011年）妥結した米韓自由貿易協定 (FTA) で、知的財産権保護を強化することで合意した。山田奨治が自身のブログで2015年12月に、TPPにまつわる「著作権3点セット（保護期間延長、非親告罪化、法定賠償金）」を2009年と2011年の二度の法改正により既に実施している韓国の経験から学びたいという趣旨の韓国著作権委員会へのインタビューを行ったとし、2013年に韓国警察は約25,000件の著作権侵害を立件（うち起訴されたものは約2,800件）しており、同年の著作権法違反の検挙数が240件であった日本も近い将来そうなる危険性を感じたという。
一方で、韓国内では韓国製品を模倣した中国製品が世界中に出回っていることが問題になっており、韓国企業はその対策に追われている。また、アジアでの韓流ブームに伴い、韓流商品、韓国文化商品に対する知的財産権侵害も起きている。中国では韓国文化商品の知的財産権侵害があり、『冬のソナタ』の主人公のネックレスが偽造販売されていたことが分かっている。
評論家の呉善花のコラムによると、戦後の韓国では日本製品の質の高いことや一番受け入れやすかったことから、車やバイク、テレビやテレビ番組、スーパーマーケットからお菓子、アニメキャラクターからタバコブランドまで、日本のあらゆる物をコピーしてきたと主張し、またコピーをしている者がそれを隠すため、韓国人には日本のコピー商品を韓国オリジナルのものと思いこんでいる人が多いと主張している。呉はこうしたコピーをする習性は朝鮮王朝から中国の文化を忠実に模倣してきたという韓国人に染み付いている伝統であり、それが近年になって対象が日本になったということではないか、と推論している。
戦後の韓国では、日本の大衆文化は禁止されていたが、実際は、海賊版、衛星テレビ、インターネットなどを通じて韓国に流入しており、法令自体が堅固なものではなく、また「日本の大衆文化が禁止されているからこそ、私たちはより憧れを抱くようになった」という韓国人の意見もある。

## 事例

### 著作権

#### 論文・学術書
2007年に国立全北大学校人文大学の河宇鳳学長は「韓国の人文系大学院における研究・教育の現状について」という大学の構成や運営、競争などに関する名古屋大学での質疑応答で、韓国やアメリカ合衆国や日本で問題になっている「科学における不正行為への対策」を聞かれ、「それと他人の研究業績を盗むこと、剽窃ですか、韓国では剽窃に関しては緩いですね。去年か一昨年かに有名な遺伝子研究で世界的なスキャンダルになりましたが、それだけではなくて従来韓国では他人のものを剽窃することはもちろん犯罪ですが、いわゆる自己剽窃も沢山ありました。自己剽窃は普通の研究者もあまり問題視していないのではないかと思います。ですがそれをもって二重に研究費を貰おうとするのは犯罪になりますが、論文集で書いたものを単行本とか別の形で利用するのは今までも結構ありますね。もともと剽窃に対して厳しい認識がありませんでしたから、今ではこれでは駄目だという世論が高まり、先日は教育長官も剽窃問題で辞任して高麗大学という私立の名門大学の総長も自己剽窃ですが、総長には相応しくないということで落選したとか。」と述べた。なお韓国で修士・博士論文は国会図書館、国立中央図書館で一般に公開することが原則である。

#### 小説・絵本
韓国において、文学・絵本などのハイカルチャー分野で「知的財産権が問題となった事例」としては次のようなものがある。
- 2015年6月16日、韓国版ハフィントンポストに申京淑が過去に執筆した小説『伝説』（1994年）の一部分が、三島由紀夫の『憂国』に酷似していると指摘する論説を、詩人のイ・ウンジュンが投稿し批判した。これに対し申は6月17日に「『金閣寺』以外は読んだことがなく『憂国』は知らない」と盗作疑惑を否定していたが、6月23日に「『憂国』と『伝説』を何度も読み比べた結果、盗作との問題提起は妥当だと思った。いくら過去の記憶をさかのぼっても『憂国』を読んだ記憶はないが、もはや私も自分の記憶を信じられない状況になった」と、事実上盗作を認める発言をし、活動自粛を表明した。2015年9月1日には、出版誌上で編集委員が「『伝説』は『憂国』の剽窃」とし「一度提起された問題を疎かにしたことに対して、私を含めどんな評論家も、その責任から脱することはできない」と謝罪した[15][16][17]。
- 2015年9月24日のハンギョレによると、韓国の小学校の国語教科書に作品が掲載されたこともある、絵本作家の崔淑姫が初期作品『十二支の動物のいないいないばあ』（1998年）で、編集者が参考として持参した日本の絵本『いないいないばあ』（1967年）から基本コンセプトを流用したことと、『川の水を飲み込んだめんどり』（2002年）で、以前から好きだったというアメリカの作家であるレイン・スミスの表現技法の模倣があったことを認めたという。『十二支の動物のいないいないばあ』については特に俵に乗った鼠の構図が似ていて、2003年頃から韓国のインターネット上で時々剽窃問題が提起されてきたが、当時出版社は曖昧な釈明をしていた[18]。

#### 漫画・アニメーション
韓国では1960年代から日本製アニメが放送されていたが、かつては日本の番組を韓国国内で放送することが違法であったため（韓国での日本大衆文化の流入制限）、制作国を伏せ、または内容を改竄していたりしたため、日本製アニメを韓国製と思って見ていた韓国人も多かったという。なお、日本製アニメの内容が現地で独自に改竄されることは当時のアメリカやヨーロッパでもあった。
1950 - 1970年代ごろは、日本の漫画の海賊版が売られ、名前を韓国向けに独自変更するなどが行われ、海賊版であるとは知られずに読まれていた。1998年以降、日本の漫画は正規ライセンス契約を経て翻訳連載や単行本販売され、海賊版は減っていった。
1970年代には「ドラえもん」の海賊版である「トンチャモン」のコミック、アニメーションが流通した。他に「鉄腕アトム」が「稲妻アトム」、「らんま1/2」が「ラムバ1/3」といったアニメや漫画の例が週刊ポストに指摘されている。
また、バビル2世は韓国で独自の作品の続編が無断で作られたという。特に、著作権、意匠権、商標権によるマーチャンダイジングが収入の大きな柱になっているアニメ作品ではその影響は大きい（商標権については、#商標権の「ガンダム」の項も参照）。
1990年代には「週刊少年ジャンプ」の「ドラゴンボール」の海賊版を輸入し連載した「IQジャンプ」が韓国で現存する最も古いマンガ雑誌として始まり、「ドラゴンボールZ」に似た「スーパーチャイルド」を国産アニメとして展開した。
韓国人のなかには、自分たちの韓国文化と日本文化があまりにも類似しているため、日本のポップカルチャーの流入を認めた場合、韓国のエンターテインメント産業が圧倒されてしまうと危惧する意見もあり、韓国人アニメ監督のカン・シンギルは「日本のポップカルチャーからは、ハリウッド映画や西洋文化にはないキムチの匂いがする」「韓国と日本の文化の競争は、子供と大人の戦いのようなものです」と述べている。また、「自分たちに自信が持てるようになるまでは、文化の解禁を望んでいない。韓国の若者が、日本文化を自分たちのものだと勘違いすることがあるからです」という意見もある。
マジンガーZ
1970年代に制作された韓国の国民的アニメ「テコンV」の主役ロボットは『マジンガーZ』や『グレートマジンガー』の影響を受けている（テコンVの作者も日本アニメのインスパイアであると認めている）。作中では敵のロボットに日本のその他ロボットアニメからの模倣が見受けられ、1983年に公開された「テコンV」の金青基監督のアニメ映画「スペースガンダムV」の主役ロボットのデザインは、「超時空要塞マクロス」のバルキリーに外観や変形パターンが似ている。（なお、ガンダムシリーズとは一切関連はない。）
となりのトトロ
2001年に韓国で『となりのトトロ』が劇場公開されたとき、映画興行は失敗して終わったが、これは日本での映画館公開（1988年）から韓国での公開までの間には、海賊版で見るしか選択肢がなく、観たい人は既に観ているため、韓国公開時には劇場で観る需要が少なかったためとされる。
ファイナルファンタジーVII アドベントチルドレン
2007年4月6日、韓国の歌手IVYの『誘惑のソナタ』のミュージック・ビデオが『ファイナルファンタジーVII アドベントチルドレン』を盗用したものであるとして、権利者のスクウェア・エニックスが所属事務所のファントム・エンターテインメントを訴えた。ソウル中央地裁は同一性保持権および二次制作物作成権（日本における翻案権にあたると思われる）の侵害にあたるとして、放映禁止仮処分の判断を下した。ファントム・エンターテインメントはミュージック・ビデオが『ファイナルファンタジー』へのオマージュであると主張していた。

#### プラモデル
韓国の大手玩具メーカー、アカデミー科学は日本のタミヤやハセガワの製品からコピーしたプラモデルを多数販売している。これに対してタミヤは、自らの発行する書籍において名指しで批判したり、主催する見本市に日本国内向け輸入代理店の参加を拒否するなどの対応をとっている。詳細はアカデミー科学およびプラモデル#コピー製品を参照のこと。なお、通常、プラモデル自体には著作権はないため、プラモデルの知的財産権による保護は、プラモデルの意匠権、製造メーカーの商標権、プラモデルの原型となったキャラクターの著作権、商品パッケージの著作権等によることが多い。

#### テレビ番組
韓国のテレビが日本のテレビ番組を剽窃・盗作するケースは1980年代頃から相次いでおり、1999年には新聞報道などで日本の番組の盗作と疑われたテレビ番組は30作品以上に上っていた。
一例として、フジテレビの「めちゃイケ」のオープニングや企画から出演者のキャラクターまで丸パクりの番組をやっていたが、スタッフが韓国まで行き日本の「めちゃイケ」の映像を韓国の出演者やスタッフに見せたら、女性が泣きながら「どうして日本人は私たちの番組の真似なんかするの！」と喚く出来事があった。なおその後台湾の「綜芸旗艦」が第2段のオマージュ的なパクり番組がまた現れたとして、これにもメンバー達が台湾に向かい共演する特別企画があった。
2003年にはフジテレビが「トリビアの泉」の構成を、KBS第2テレビ（「スポンジ」）とSBSテレビ（「テレビ奨学会」）に盗用された疑いがあるとして法的対応を検討したことがある。
これに対し、同年の中央日報では放送局は総合娯楽番組の場合、似たアイディアが出ることもあると言うが、日本の番組を模倣することに対する無神経さが知らずのうちに広まってることを否認するのは困難だとして、「ネチズンが日本や外国の番組をまねていると疑う国内の地上波番組は、10種類以上にもなる。放送局は番組剽窃の基準が曖昧だとしてこれを極力否認しているが「大変なショックだった…2年前日本にいた時見た番組とまるで同じだった」というネチズンの言葉を戯言として一蹴することなど出来ない。」「ある放送局の番組が人気を集めれば、それをやや視点を変えて似たような番組を相次いで作り出し「どれもこれも同じようなもの」と視聴者に批判されるのが、今日の放送局である。」と自国の放送局を批判し、プロデューサーの創意性啓発と実験精神を高く評価する製作姿勢にする必要があると指摘している。
また、サーチナによると同番組は2009年にもテレビ朝日のバラエティ番組『お試しかっ!』のタイトル映像を、そのまま盗作した疑惑が韓国のネット上（個人ブログ）で浮上した。
2004年には中央日報が「ドラマ「素足の青春」から最近話題になっているKBS娯楽番組「スポンジ」まで、我が文化商品の剽窃疑惑は、その歴史がかなり長く膨大だ。それだけでなく「KBS全国のど自慢」も、日本のNHKの「NHKのど自慢」を複写したという疑惑を受けている。」として、視聴者からの抗議や日本のテレビ番組模倣疑惑の事例を伝えている。
2009年、韓国SBSの人気番組『スターキング』で番組のプロデューサがTBSの「時短生活ガイドSHOW」で紹介された「5分出勤法」を出演者に練習させて「3分出勤法」に仕上げたやらせをしていたことが判明した。盗作疑惑がもたれてからも「知らなかった」と言い訳をしていた担当のプロデューサをSBS側は更迭させ、公式ウェブサイトに謝罪文を掲載した。
『SAPIO』によれば、テレビドラマでは1990年代には「東京ラブストーリー」（1991年）を真似た「嫉妬」（1992年）があり、韓国国内でも視聴者から瓜二つだとの抗議の声があがっており、チャン・ドンゴンが主演の「青春」（1999年）は木村拓哉が主演した「ラブジェネレーション」（1997年）とキャラクターやあらすじ、画面の構成まで同じであったため韓国の放送委員会も問題視し、放送は途中で打ち切りとなっている。
朴泰赫も1993年に日本のテレビの番組の春と秋に改編時期に韓国の放送局はスタッフを日本へ送って模倣した番組作りをしていると主張し、以前には日本の「8時だョ!全員集合」の内容を一週間遅れでそのままコピーして放送し、番組名も「8時だよ、全員出発」というものだったとしている。韓国のジャーナリストによると「韓国のテレビ界にはかつて『釜山に出張する』という隠語があった。昔は釜山に行くと福岡県の電波が受信できたので、『日本の番組を真似る』という意味の隠語です。」という。
2015年12月7日のレコードチャイナは、韓国国民日報によると韓国のネット掲示板で韓国のテレビ局SBSで放送されているバラエティー番組「ランニングマン」における一部内容が、日本のテレビ局であるフジテレビのバラエティー番組「VS嵐」の内容を盗用しているのではないかという疑惑が提起され、韓国のネットユーザーから番組側への批判コメントが相次いでると報じた。
2000年代以降は韓国国内の地上波放送局が、日本のテレビ局と提携や事前同意を得ながら番組フォーマットを輸入する形式が定着したことやインターネットの登場により、日本の元ネタと噂される番組を容易に比較しやすくなり、前述のように日韓のネットユーザーから即座に非難に晒され易くなったことから、日本の番組から盗作したと疑われたケースは少なくなりつつある。しかし、番組フォーマット販売についても、そのまま模倣した番組を制作することがいくつかあるとして、過去に横行した無断使用番組よりはいいとはいえ、その場しのぎで同じような番組を制作する『安易な制作態度』を問題視する報道が韓国メディアからなされたこともある。

#### 音楽
2014年5月のメンズサイゾーによると、音楽関係者の話では韓国は違法ダウンロードや海賊盤が横行していることもあり、音楽市場規模が日本円で120億円ほどしかない（日本の市場規模は約4250億円）。国際レコード産業連盟 (IFPI) の2004年の調査によれば、韓国のレコード・CD市場のうちの16%を海賊盤が占めていた。また、IFPIは、2006年の報告書で、韓国でのPeer to Peerのインターネットを通じた著作権侵害の問題を指摘している。
2006年に韓国のミュージシャンのイ・ヒョリがアメリカの著作権者から告訴されている。
中央日報及びサーチナによると、2010年に韓国で人気歌手のイ・スンファンがラジオ番組で、自身のヒットソング「フランダースの犬（朝: 프란다스의 개 または 플란다스의 개）」（1992年に作曲家のオ・テホとのユニットで発表したアルバム『25共感』の収録曲）は、日本のアニメの主題歌（日本のテレビアニメ「フランダースの犬」の主題歌「よあけのみち」）のほぼ丸ごとコピーで盗作したものであったと告白し、波紋が広がってるという。イ・スンファンによれば「『フランダースの犬』は韓国の作曲家の名前で登録されていたが、実は日本のアニメの主題歌をそのまま盗作したものであった」「盗作であるため日本側に著作権の費用を支払ったが、その後はあまり歌わなくなった」という。

#### コンピュータ・ソフトウェア・ゲーム
マイクロソフトやアドビなどのメンバーからなるビジネス・ソフトウェア・アライアンス (BSA) の調査によれば、韓国のPCソフトウェアの違法コピー率は年々低下しているものの、2005年には46%であった（参考：日本は28%）。
ニンテンドーDS
2008年、不正コピーしたゲームソフトを「ニンテンドーDS」で使用可能にする周辺機器を販売していた韓国の業者を任天堂が告訴し、裁判で罰金刑の判決が下された。同時にインターネット上にゲームソフトを違法に公開していた個人に対しても告訴した。

#### アダルト動画
韓国の国内法では、アダルト動画は不法とされている。2009年8月、インターネットのファイル共有ソフトなどを利用してアメリカ製や日本製のアダルトビデオを販売する行為が横行している韓国に対し、日米の業者が韓国警察に対して告発を行った。
しかし、「（韓国国内ではアダルト動画の制作・流通自体が違法の為）違法な著作物の著作権を保護してほしいということ自体がナンセンスだ」と行政法執行における公序良俗の観点から、権利保護の主張に反対する意見を持つ弁護士もいる。

### 育成者権
イチゴ

日本で開発されたイチゴの品種「レッドパール」「とちおとめ」「章姫」の種苗が無断で韓国に持ち込まれ、栽培・販売されている。韓国は2002年に植物新品種保護国際同盟に加入したが条約により韓国は2012年まで保護の対象を見送った。その間に章姫ととちおとめを交配してクムヒャン（錦香）、レッドパールと章姫を交配してソルヒャン（雪香）といった交配種を韓国内で品種登録しており、レッドパールや章姫の権利が喪失したためロイヤリティの支払いは行われなかった。

### 商標権

#### YKK
「YKK」は韓国UNGWOO社の「YPP」が商標権を侵害しているとし、アメリカ、中国、韓国で裁判を提起した。アメリカや中国では2002年にYKK側の訴えが認められたが、韓国では一審で敗訴し、2005年にはソウル高等裁判所でも両者は紛らわしくないので商標権の侵害に当たらないとの判断がなされた。

#### スターバックス
韓国において、2005年にスターバックスコーヒーが韓国企業スタープレヤの女神の図形商標がスターバックスのセイレーンの商標に類似しており無効であるとして、特許法院に取消を求めたが、類似していないと判断され訴えは棄却された。また、2006年には同様にスタープレヤの登録商標STARPREYAがSTAR BUCKSに類似しているとして、特許法院に訴えたが、これも棄却された。

#### ガンダム
日本の版権元創通が韓国で「ガンダム」を商標登録をしようとしたところ、「ガンダム」で商品販売していた韓国業者が商標登録無効を訴え、韓国の裁判所で「ガンダムはロボットにおける商標の普通名称化」という理由で一旦は拒否されたが、結局最終的には商標登録を認められた。

#### お菓子ブランド
- いずれも、日本での発売後に韓国で模倣品が出回っている。

えびせん - カルビーのかっぱえびせんに類似しているお菓子として、韓国の農心ではセウカン（日本語訳すると「えびせん」）が発売されている。
ハイチュウ - 韓国において、2004年に森永製菓が「クラウン製菓の「マイチュウ」が自社の「ハイチュウ」に名称が類似している」として、商標権侵害差し止め訴訟を起こしたが、2005年6月にソウル地裁で訴えが棄却されている。
パックンチョ - 日本海沿岸に韓国のロッテ製菓の「カンチョ」というパックンチョにそっくりなお菓子が漂着した。パックンチョの誕生が1983年で、カンチョは1984年とのことである。
グリコのポッキーに類似したチョコスティック菓子のペペロを、韓国ロッテが韓国で販売している。2015年には、グリコが韓国ロッテに「バトンドール」（ポッキーの高級版）のパッケージデザインを真似されたとして、販売差し止めを求める訴訟を、韓国の裁判所で起こした。知的財産権に詳しい大阪弁護士会の冨宅恵弁護士によると、「韓国では知的財産権に対する理解が乏しく、顧客吸引力の高い日本商品のブランド力を利用するケースが後を絶たない」と指摘している。
他にも、「ポカリスエット」「きのこの山」などの模倣品が2011年時点で販売されている。
一方で、一見模倣品のようでも森永製菓と技術提携を結び、韓国のオリオンが販売している「くじらごはん」（韓国版「おっとっと」）のようなケースもある。

#### エヴィスジーンズ
日本ブランドのエヴィスジーンズが韓国ブランドのエヴィスは自社の商標、製品デザインの模倣品であると主張して、韓国エヴィスを運営するウォルビ通商に対し、2008年11月25日に韓国裁判所に提訴した。
なお、ウォルビ通商は「国内で販売されているエヴィス製品は、法的な問題が全くないことをはっきりと明らかにする」として「国内で販売されているエヴィスは日本のエヴィスとは無関係であることをお知らせします」と2つの企業が異なることを消費者に周知させた後、商標権について「大韓民国特許庁に登録されており、既に2年前（2006年）に商標権訴訟の結果、勝訴して大韓民国特許法院によってその権利が韓国で認められた」と経緯を示し「当社は国内の商標権者から正当な運用を得て国内カジュアル事業を展開」と、韓国エヴィスのホームページで主張した。

### 商品表示、形態等
PlayStation、PS
韓国の企業、株式会社プルスバンドットコムがSCE Korea (SONY Computer Entertainment Korea) が権利を有する「PlayStation」「PS」などの登録商標の知名度を営業目的に利用しているとした不正競争防止法に関わる事例。ソウル中央地方法院第50民事部は、申請人の本件標識に対するサービス標登録出願は「플스」、「PS」の顧客吸引力に便乗して自分の商品又はサービスを促進する意図から行われたものであり、申請人が本件標識を申請人の名義で商標登録を済ませたとしても、被申請人に対して商標権者としての権利を主張することは権利濫用であって、許容されないと判断した。

### 営業秘密
韓国企業において日本企業に過去在籍したことのある技術者を高額な給与で雇用し、製品の中核技術を修得するという手法を多用されている。電機、製鉄産業、自動車産業、その他の産業において、同様の報道・事例が見られる。これにより、日本企業が投資を行って蓄積をしてきた知的財産が韓国企業に流出する事態を引き起こしている。